# Nakenhet

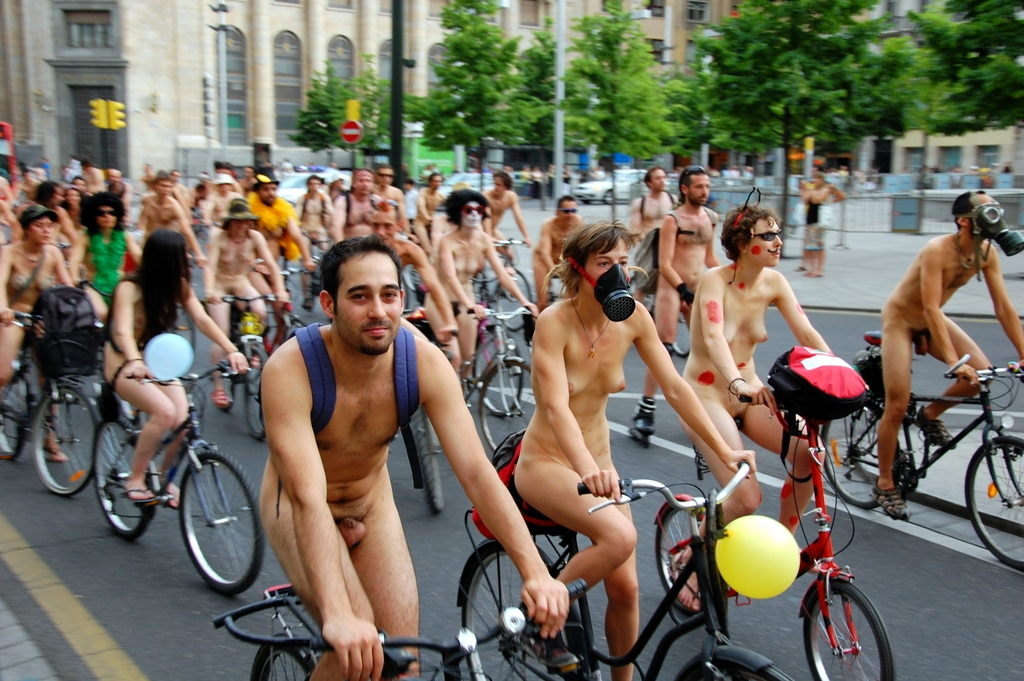
Nakenhet ger uppmärksamhet i massmedia. World Naked Bike Ride, en manifestation för hållbarhet, anordnas årligen sedan 2004 och samlar tusentals deltagare till cykelparader genom olika storstäder. Bild från Spanien 2007.

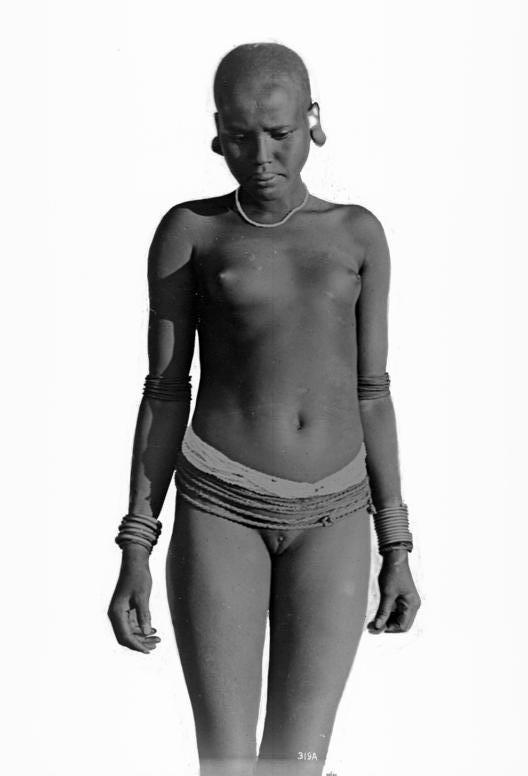
Kvinna från Tyska Östafrika, omkring 1910.

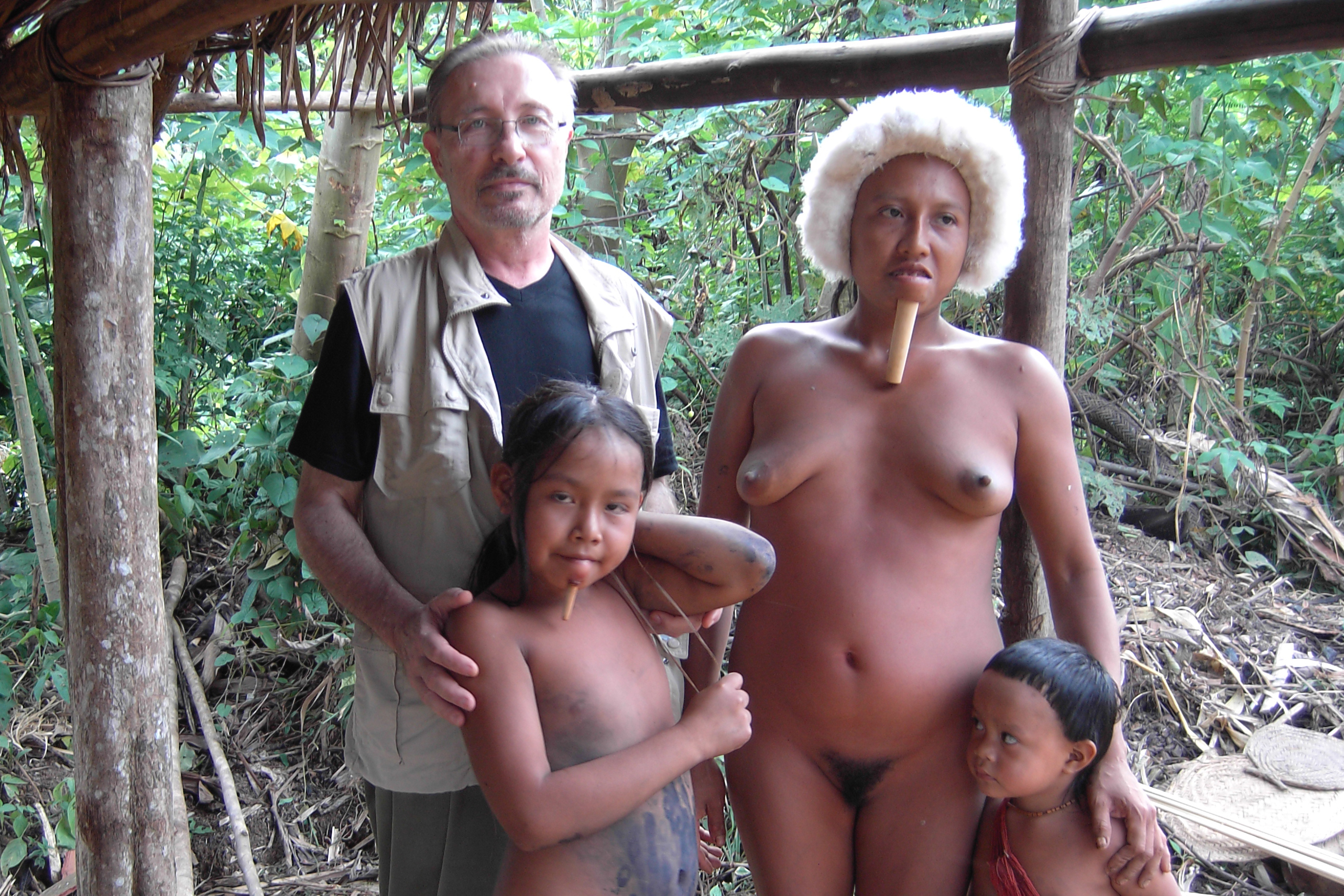
Journalisten Albert Abril hos zo'é-folket i Amazonas, 2007, där ingen klädedräkt används.

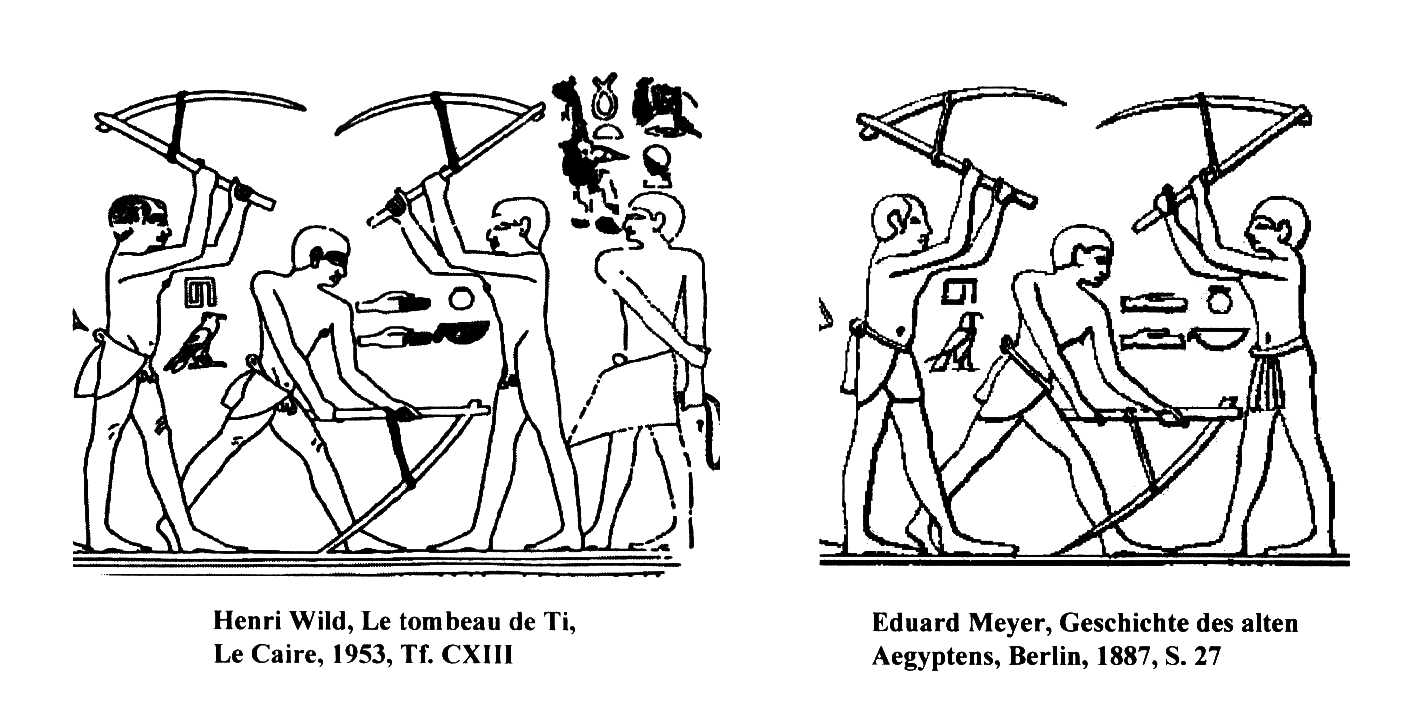
Samtidens moral kan påverka uppfattningen äldre dräktskick. Till vänster: Korrekt återgivning av en väggmålning från en grav i Ti, Egypten. Till höger: En manipulerad, mer påklädd bild från boken Geschichte des Alten Ägypten från 1887.

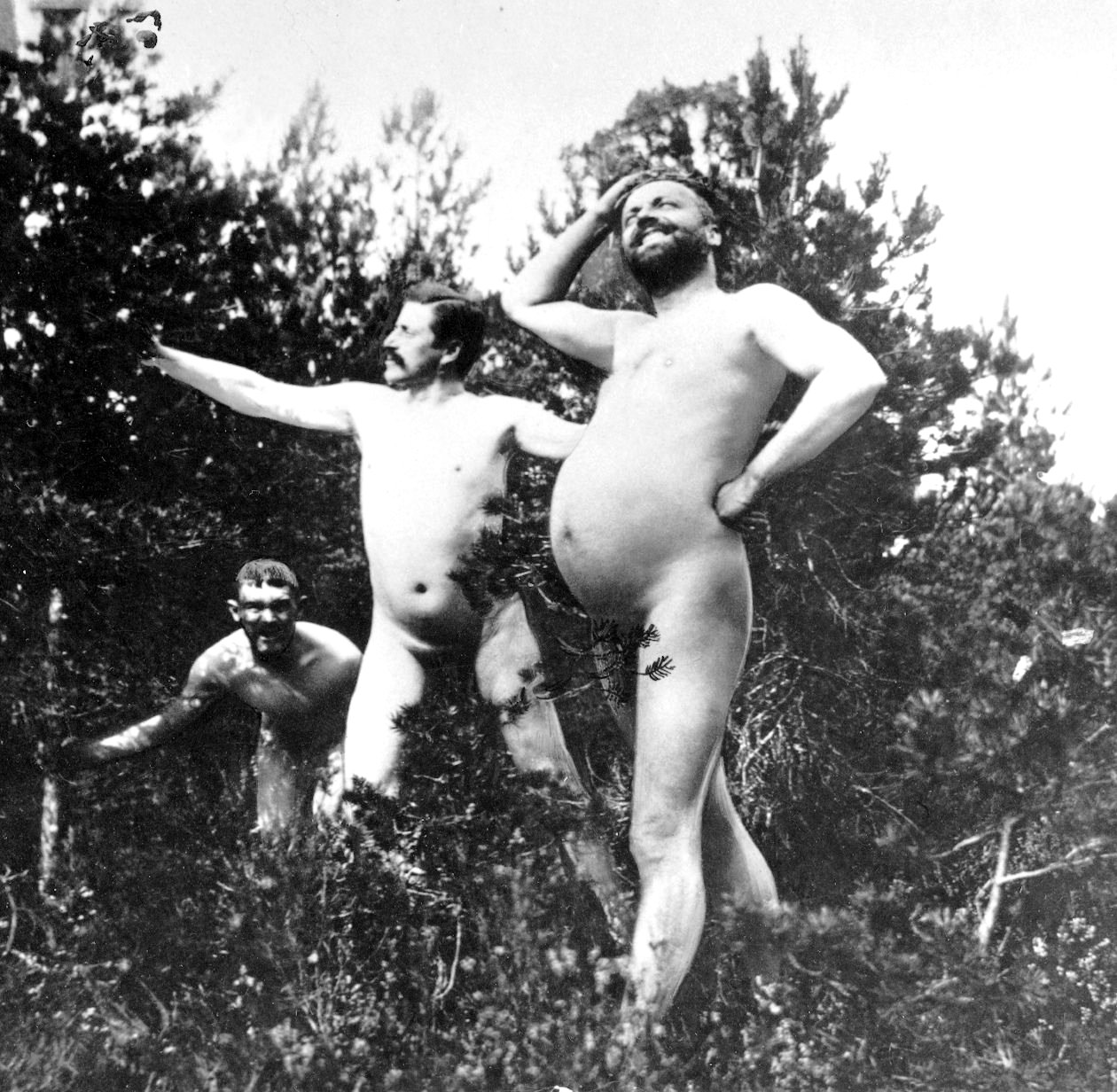
Albert Engström, Verner von Heidenstam, Gustaf Fröding med flera, levde nakenliv på Sandhamn år 1896.

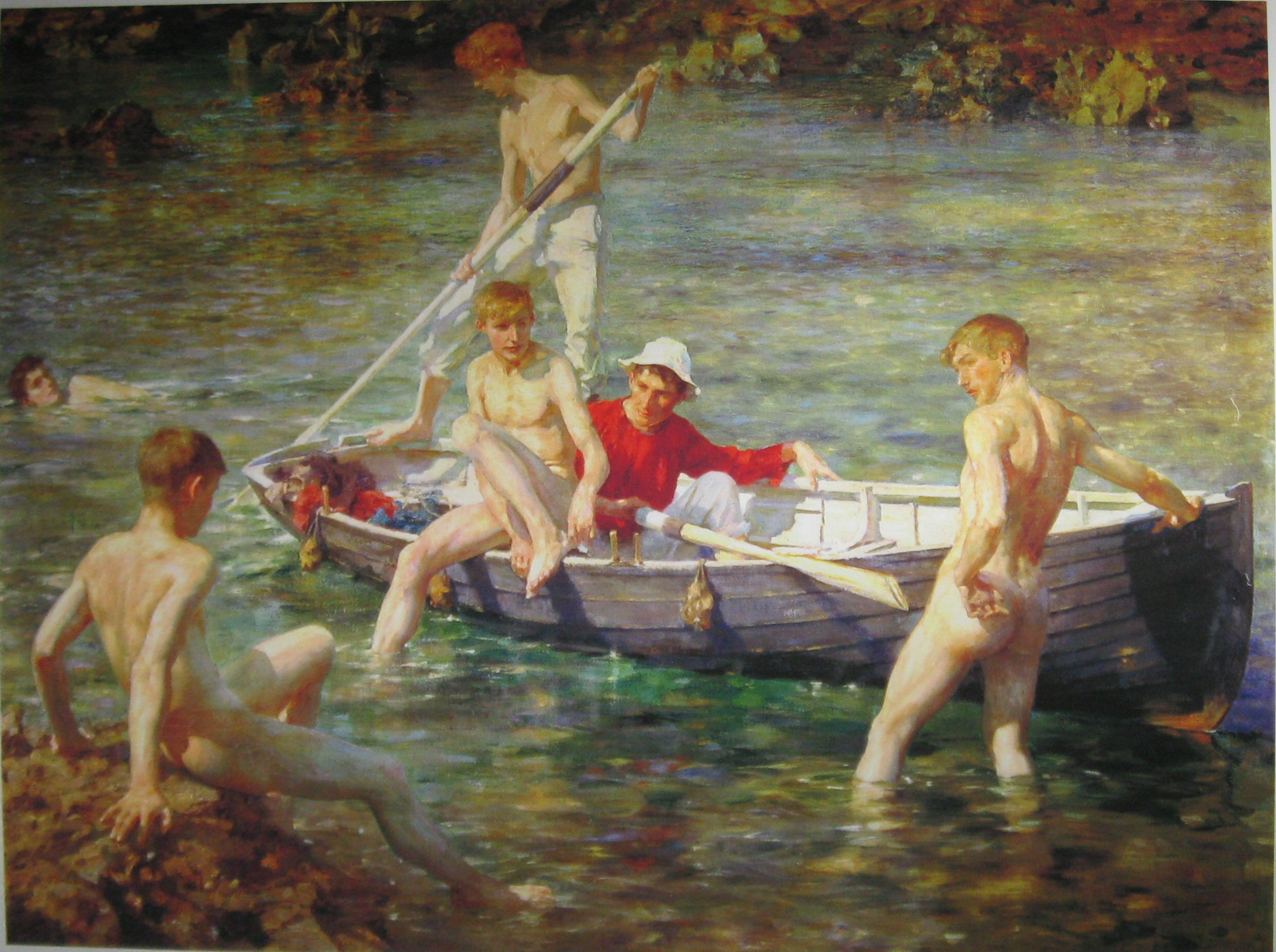
Nakenhet separat för män och kvinnor har förekommit sedan gammalt. Henry Scott, "Ruby, gold and malachite", 1902

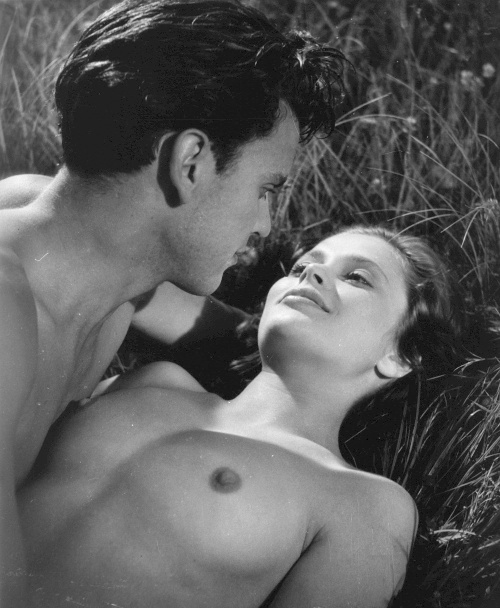
Ulla Jacobsson och Folke Sundquist i den uppmärksammade nakenbadscenen i Hon dansade en sommar, 1951.

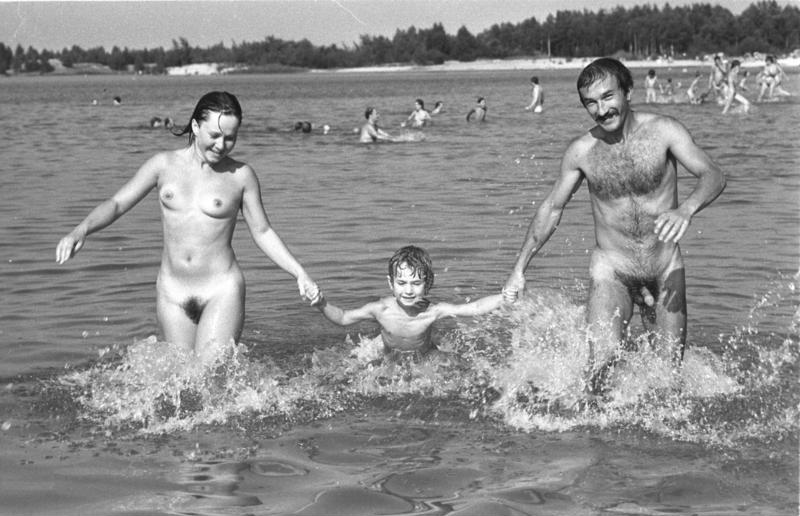
Badplats år 1983.

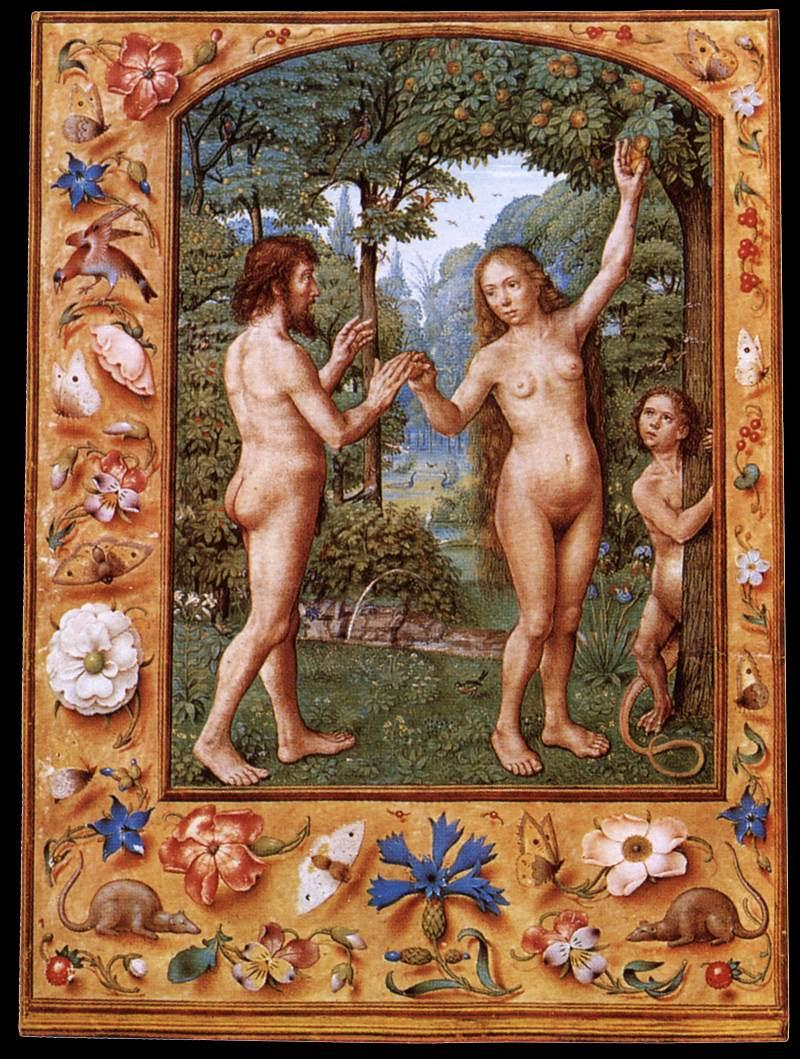
Adam och Eva brukar framställas som nakna. Målning från omkr. 1500.

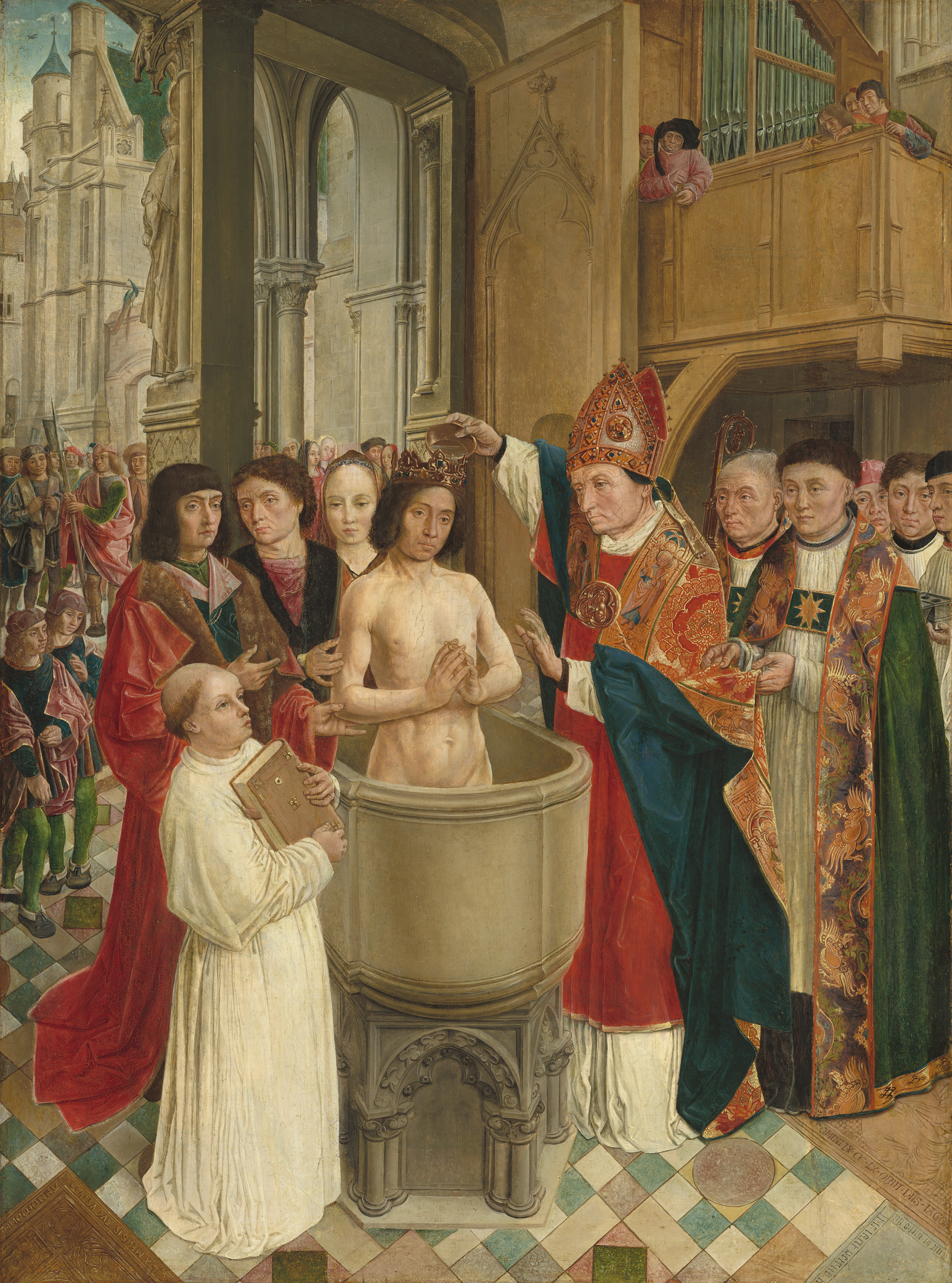
I den tidiga kyrkan döptes man naken. Målning från Paris omkr. 1500 som visar den frankiske kung Klodvig I:s dop år 496.

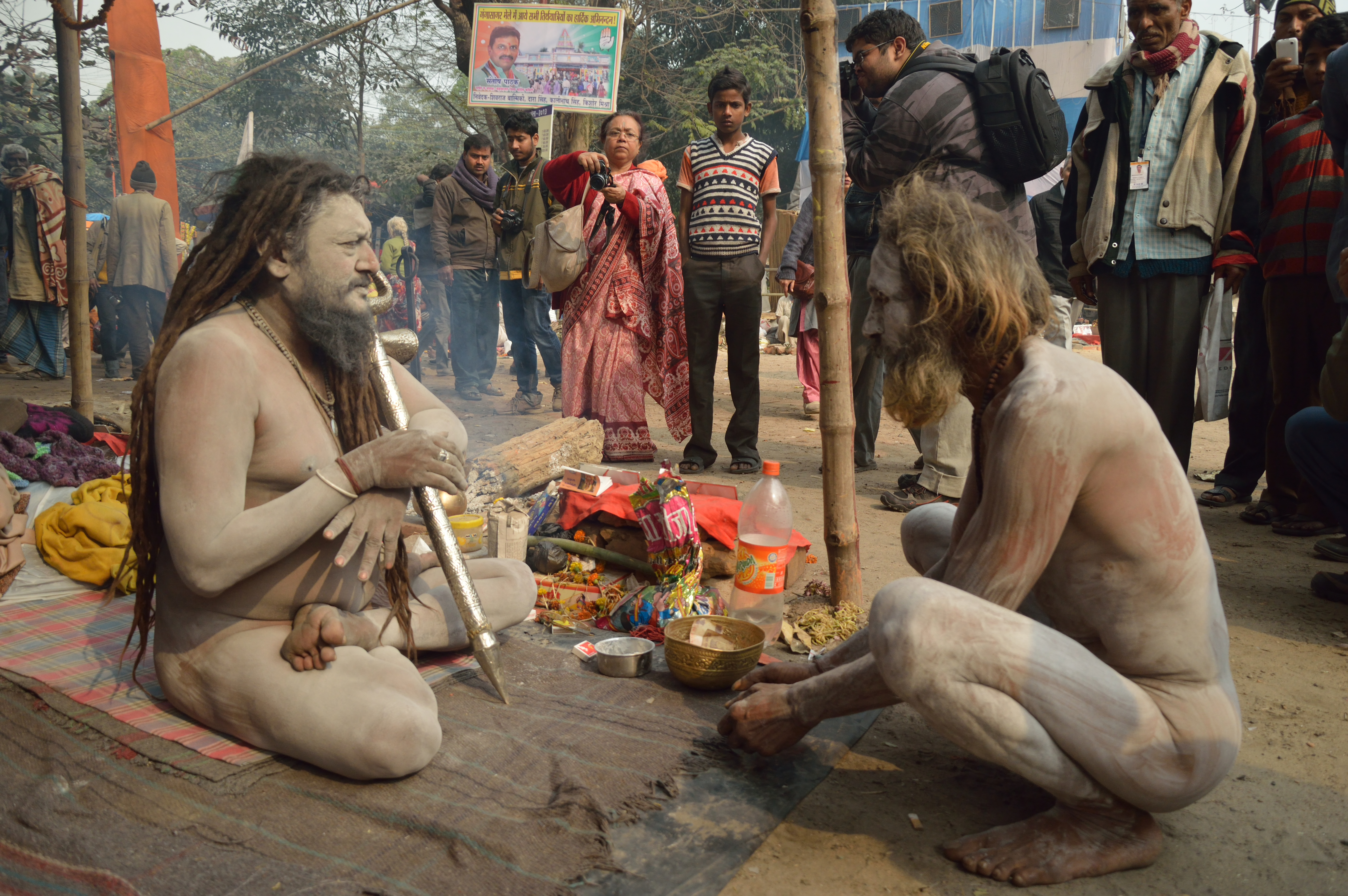
Naga sadhus, Indien 2013. Ett liv utan kläder är del av vissa indiska rörelsers vardag.

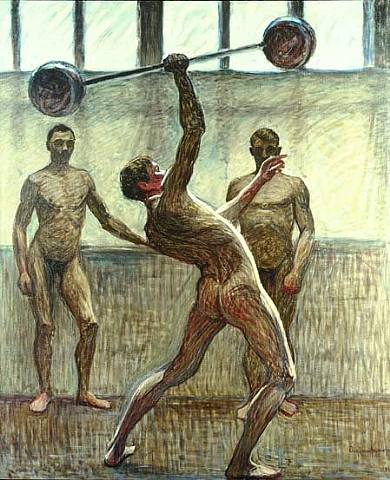
Eugène Jansson, Tyngdlyftning, 1914.

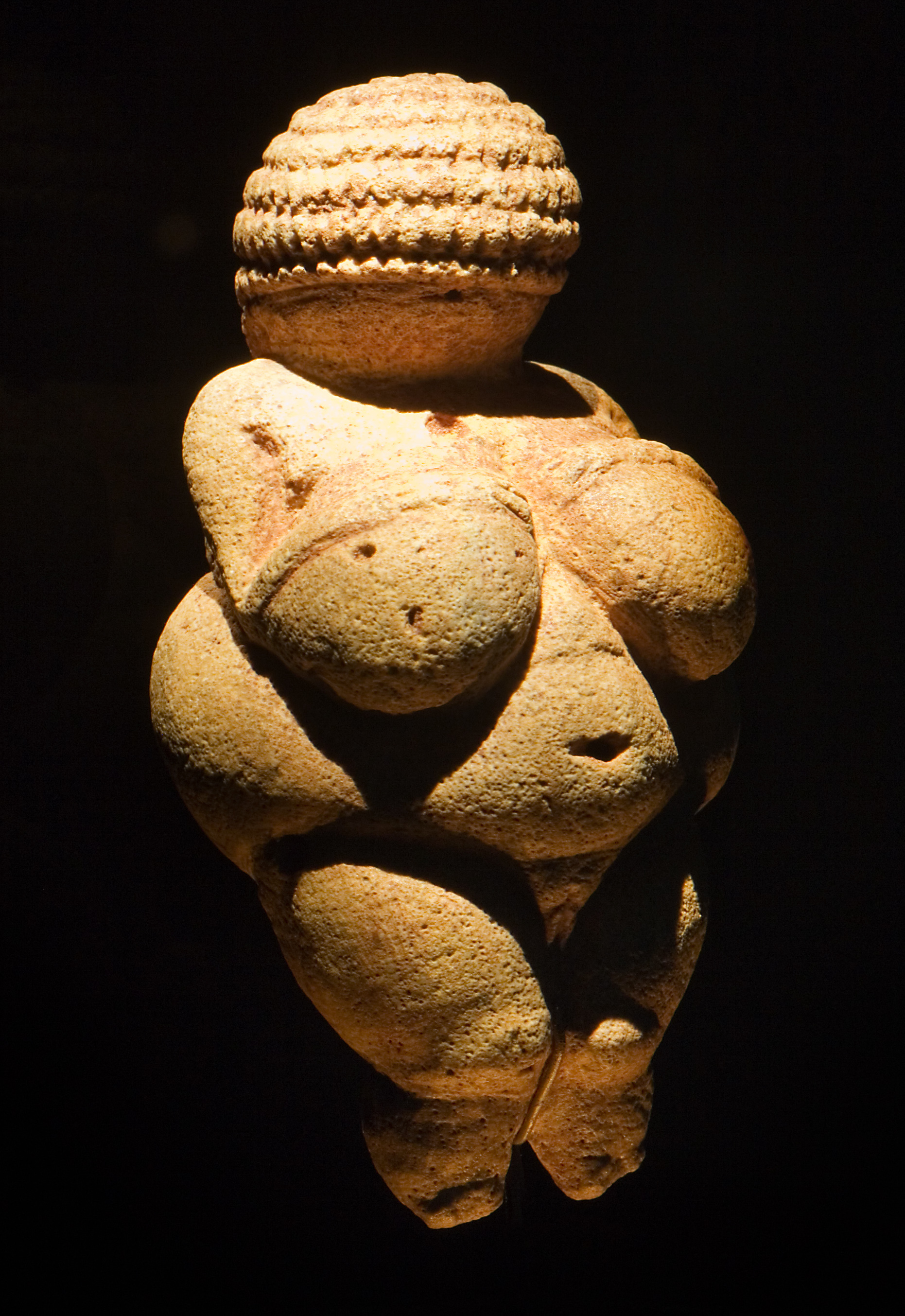
Venus från Willendorf, kalkstensfigurin från äldre stenåldern.

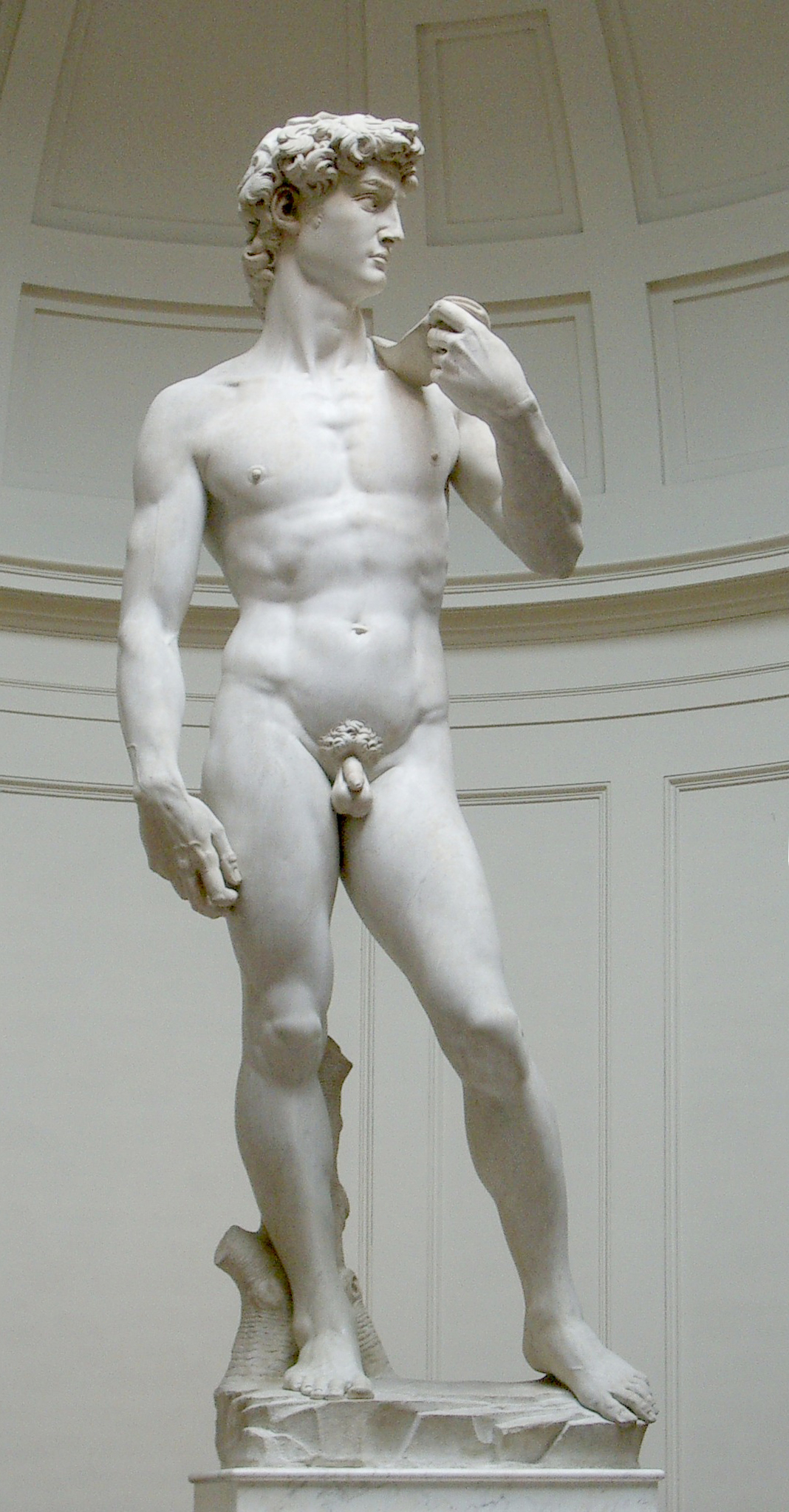
David, skulptur av Michelangelo. Typiskt exempel på renässansskulptur.

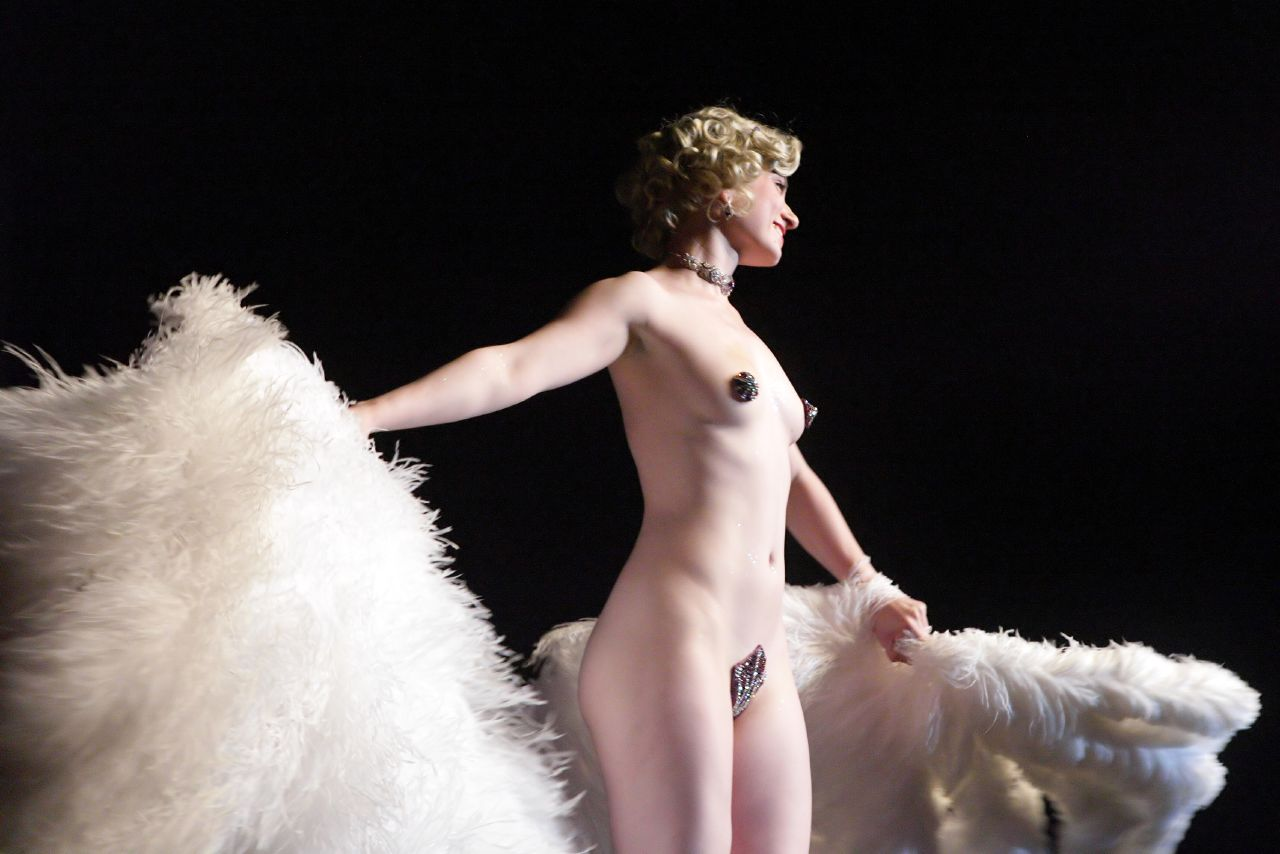
Burlesk, en tradition från 1800-talets USA, återkom under 1990-talet.

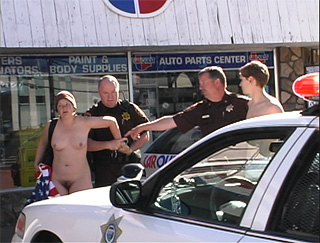
På vissa platser och i vissa situationer kan nakenhet vara olaglig. Terri Sue Webb och Daniel Johnson grips av polisen 2002 efter en protestaktion i Bend, Oregon, organiserad av The Freedom to be Yourself.

Nakenhet betecknar för människor att de saknar kläder och för djur att de saknar päls eller fjädrar.
För människor betecknar ordet nakenhet också en subjektiv känsla som, beroende på omständigheterna, kan upplevas obekväm (otrygghet och skam), eller angenäm (frihet, renhet och befrielse). Den subjektiva känslan av nakenhet kan förstärkas av frånvaron av kroppshår, kosmetika, smycken, glasögon etc.
Uppfattningen om nakenhet har förändrats genom tiderna och påverkas i mycket hög utsträckning av aktuell situation och sociala och kulturella mönster. För den nakne är det stor skillnad mellan frivillig och ofrivillig nakenhet, och den kulturella och sociala situationen påverkar starkt omgivningens inställning till nakenheten.
Nakenhet har alltid varit vanligt vid bad. Det har i alla tider varit ett tema i konst, bilder och filmer, som i vår tid fått stor spridning genom digital fototeknik och internet. Spridningen av bilder och filmer har sedan år 2000 starkt påverkat synsättet på nakenhet och en sexualisering har skett.
I kulturer där människor sällan eller aldrig är nakna i sociala sammanhang blir nakenhet gärna starkt förknippad med sexualitet. I sådana kulturer kan nakenhet även användas avsiktligt för att skapa uppmärksamhet.
Om man är klädd endast i underkläder brukar det kallas att man är halvnaken.

## Historia

### Äldre historia
Man har antagit att människor normalt varit nakna under äldre stenålder. Men undersökningar av klädlusen visar att homo sapiens kan ha haft tillgång till kläder under cirka 100 000 år.
Människan är den enda primat som har en i praktiken naken hud (utan päls), vilket ännu inte har någon säker förklaring. Att människan började använda klädedräkt kan ha berott på klimatförändringar. Detta möjliggjorde att människan kunde leva i mer nordliga klimatzoner.
Människor som lever i varma eller tempererade klimatzoner är inte i behov av kläder. Det är okänt hur vanlig nakenhet i vardagslivet varit bland icke-västerländska kulturer i äldre tid. Folk som lever helt nakna har i historisk tid uppmärksammats i Asien, Afrika och Amerika. Samtidigt har västerländsk mission påverkat omvärlden under många sekler. I Sydamerika finns fortfarande mindre grupper av människor som lever nakna i jägar/samlar-kulturer. Men klädkoden tenderar att förändras snabbt mot ökad klädsel efter kontakt med väst.
Det fanns i äldre forskning ibland en romantisering av den (nakne) ädle vilden. Men det fanns också motsatta krafter. Ett exempel är Meyers historia av forntida Egypten från 1887, med en bild som förfalskats för att dölja könsorganen för läsaren av boken (se bilden).
I många samhällen är det vanligt att barnen växer upp utan kläder, deras nakenhet förknippas inte med sexualitet. Först i samband med puberteten börjar de använda de vuxnas dräktskick.
Nakenhet under antiken har uppmärksammats i Egypten, där nakenhet förefaller ha varit vanlig; även regenter som Nefertiti och Kleopatra har avbildats nakna. I antikens Grekland var åtminstone självmedvetna vältränade unga överklassmän vanligen helt nakna på gymnasier. Det var de privilegierades svar på andras behov av att visa upp rikedom med lyxkläder.

### 1800-talet
Nakenhet har i alla tider uppfattats som naturlig vid exempelvis bad. Men man badade familjevis, eller män för sig, kvinnor för sig. Inställningen till nakenhet i andra sammanhang har varierat.
Nakenhet har ofta varit del av en kulturkritik. Den amerikanske författaren Henry David Thoreau (1817–62) byggde 1845 en stuga vid Walden Pond i Massachusetts, där han i två år levde naturliv utan kontakt med civilisationen, skildrat i boken Skogsliv vid Walden, 1854. Boken förhärligar ett liv i enkelhet, nakenhet och oberoende. Thoreau har blivit en viktig inspiratör för miljörörelsen. Han har även, vid sidan av Lev Tolstoj och Élisée Reclus, inspirerat en anarko-naturism som förespråkade vegetarianism, fri kärlek, nudism och en ekologistisk världsbild – ett tänkande som i slutet av 1800-talet fick stark förankring i Spanien, Portugal och Frankrike.
I Tyskland och Schweiz hade nudismen, ”freikörperkultur”, under slutet på 1800-talet andra rötter. Dels i modernism, kristendomskritik och soldyrkan, dels i hälsotänkande, kroppskult och ett ideal om en naturlig nakenhet, som inte skulle vara förenad med sexualitet. Det senare förknippades med jämlikhet och jämställdhet och skulle starkt komma att påverka inställningen till nakenhet i Europa under senare delen av 1900-talet. I Sverige var bland annat Gustaf Fröding tidigt påverkad av denna nya positiva syn på naturlig nakenhet, som fick en fortsättning i det nya seklets hedniska primitivism, vildmarksromantik, vitalism och solkult, kanske tydligast uttryckt i Karl-Erik Forsslunds bästsäljare Storgården, 1900 och Göran Delling, 1906.

### 1900-talet
I början av 1900-talet förordade många hälsoteoretiker luft, solljus och nakenhet som en källa till hälsa och välbefinnande och som en väg ifrån dåtidens konstlade livsstil. Solbränd hud blev mode och intresset för friluftsliv och utomhusbadande ökade. I hälsodebatten uppmuntrades solbad, vilket ansågs sunt.
I Tyskland organiserades från slutet av 1800-talet naturism, med både män och kvinnor. På 1930-talet blev detta även etablerat i Sverige. Det kallades tidigast nakenkultur, senare nudism och från 1950-talet naturism. Man ville "naturalisera" den nakna människokroppen, och komma ifrån äldre tiders "sexualisering" av nakenheten.
Filmer som Hon dansade en sommar, 1951 och Sommaren med Monika, 1952 gav en ljus och romantisk bild av nakenbad. Detta blev från slutet av 1960-talet vanligare, särskilt på mer avskilda platser, i friluftsliv, vid bastun och i det rörliga båtlivet. I åtminstone Sverige uppmuntrades en naturlig och okomplicerad inställning till nakenhet, både inom familjen och i övriga sociala sammanhang. Det ansågs bidra till jämlikhet, jämställdhet och en sund inställning till sexualitet.
Bastu i sommarstugor och bostäder blev vanligt från slutet av 1960-talet, kring vilka det utvecklades ett familjärt och socialt nakenliv. Samma sak skedde i förenings- och arbetslivet. Nakenbadandet kring bastun vid SSU:s folkhögskola Bommersvik har ofta uppmärksammats som typisk för tidsandan. Enn Kokk har skrivit:
"Nakenbastandet på Bommersvik var väl en del av sextio- och sjuttiotalens sexuella revolution, men senare byggde man ju åter igen separata bastur för män och kvinnor, dock med gemensamt sällskapsrum däremellan. Och så hade man på sen kvällstid sambastu i herrbastudelen. Min erfarenhet av det senare är att delar av SSU-kurser, både tjejer och killar, då badade sambastu."
Banbrytande blev teaterföreställningar som Hair, med nakna skådespelare i New York 1967, och Oh! Calcutta!, där samtliga skådespelare var helt nakna i vissa scener. Den senare sattes upp på Broadway 1969 och på Folkan i Stockholm 1971.
Stor uppmärksamhet fick den nakna cellisten Charlotte Moormans Ars Nova koncert i Malmö 1966, och ett skivomslag år 1968 med fotografier av John Lennon och Yoko Ono.
Hippierörelsens fria och avspända inställning till nakenhet gjorde intryck i vida kretsar, inte minst genom massmedias uppmärksamhet på Woodstockfestivalen 1969.
Rødstrømperne ordnade från 1971 årliga kvinnoläger på den danska ön Femø och dagstidningar publicerade bilder med nakna deltagare, vilket då sågs som en feministisk manifestation: ”Ved at være nøgne på Femø praktiserede kvinderne, hvad de opfattede som en kropslig frigørelse, hvor de afseksualiserede kvindekroppen.” Den fria synen på nakenhet var del i en progressiv rörelse - men skulle också bli mode. Christina Schollin hade simmat naken i filmen Änglar, finns dom? 1961, Brigitte Bardot i Föraktet, som visades i Sverige 1966. Men nakenbad blev etablerat mode först när badbilder från ön Skorpios med dåtidens stora stilikon Jackie Kennedy år 1971 spreds i massmedia.
Nakna män var inte lika vanliga i filmerna, men tidigare föregångare blev Sven-Bertil Taube i Lars Görlings Tillsammans med Gunilla måndag kväll och tisdag 1965 och Sven Wollter i Mannen på taket 1976.
I kvälls- och veckotidningar, i film, på teater och i TV blev nakenhet mycket vanlig från 1970-talet.
Den ”naturliga nakenhet”, som hade eftersträvats sedan början av 1900-talet fick genomslag på 1970- och 1980-talen. Nakenbad hade 1982 blivit så etablerat att Kerstin Bernadotte i en bok om etikett kände behov att betona det oartiga i att utgå ifrån att weekendgäster på landet vill bada nakna:
”Bry er inte om att sätta på er baddräkterna, sådana använder vi aldrig här” är en fras som kan framstå som en hotelse i stället för ett löfte. Enkla, lantliga seder behöver inte innefatta obligatoriskt nakenbad.
Den ”naturliga nakenheten” fanns kvar fram till slutet av 1990-talet. Men som del i en ”nypuritanism” kom då en mer reserverad inställning till äldre folklig syn på ”naturlig nakenhet”. Nakenhet och nakenbad kom i allt högre grad att förknippas med sexualitet.
Inte minst synen på barns nakenhet förändrades; tidigare betraktades barn som asexuella, och barns nakenhet betraktades därför i allmänhet som relativt oskyldig. I och med den ökande medvetenheten om pedofili och barnpornografi från och med 1980-talet har nakna barn – inte minst på bild – blivit högst kontroversiellt, eftersom man vet att det finns vuxna som blir sexuellt upphetsade av att se på nakna barn. För första gången i historien har barns nakenhet blivit mer förbjuden än vuxnas.

### 2000-talet
Från millennieskiftet fick nypuritanism större inflytande och nakenhet blev allt mer sexualiserad, framför allt genom internet. Riksidrottsförbundet hade i sitt jämställdhetsarbete uppmärksammat utvecklingen och skrev i en rapport:
”I början av 2000-talet fanns en allmän politisk oro som rörde den ökade förekomsten av sexualiserade bilder, dels i media och då främst i reklamsammanhang, dels på internet. Man konstaterade att spridningen av sexualiserade bilder motverkade samhällets övriga jämställdhetssträvanden. Speciellt orolig var man över att barn och ungdomar skulle påverkas och bli avtrubbade och inte reagera mot könsförtryck, trakasserier och sexualiserat våld.” 
Man såg ett brott mot den äldre ”befriade” synen på den kvinnliga kroppen, som ”vill iklädas baddräkt eller ännu hellre vara naken och simma i insjöar om sommaren”, men att nu sådan nakenhet ”som å ena sidan framställs som frigörande och självständig också kan diskuteras som en del av den sexualisering som sker av kvinnor”.
Man talade om ”the male gaze”, den manliga blicken, och att detta allt mer formade den offentliga bilden av den nakna kroppen.
Nya mobiltelefoner med kamera påverkade. Dels skapade det oro för att bli fotograferad där det tidigare hade varit normalt att vara naken. Dels gav det möjlighet/risk att avsiktligt eller oavsiktligt ”bli sedd att av” tiotusentals människor via en selfie, där sexighet eller nakenhet var faktorer som kunde påverka spridningen. Kroppen kom också att betraktas med en allt mer kritisk blick.
Nypuritanerna nådde inte sitt mål. Det hade tidigare ansetts naturligt att vara naken vid bad, i offentliga duschar och i bastur, men otänkbart för de flesta att exempelvis låta sig fotograferas naken i erotiska eller sexuella sammanhang. Det skulle efter år 2000 bli tvärtom för den yngre generationen. Nakenhet tycks enligt det nya synsättet vara mer socialt acceptabelt då man spelar en "roll", man fotograferas, filmas, eller, vilket ofta förekommit kring studentfester, man uppträder inför publik i ballongdansen eller liknande.
Från omkring 2010 blev en reaktion mot nypuritanismens syn på nakenhet allt mer tydlig. Synen på kropp och nakenhet förändrades. Från omkring 2007 kom feminister att betona rätten att vara topless där män hade denna rätt, exempelvis Gotopless, Bara bröst, Femen och Free the Nipple. Gruppen Bara kroppar, bildad 2012 och Julia Skotts bok Kroppspanik, 2013, har kritiserat den sexualiserade nakenheten och betonat ”naturlig nakenhet” som ett verktyg för jämlikhet och jämställdhet.Efter 2015 har också kroppspositivismens jämställda syn på kropp och naturlig nakenhet etablerats.¨
Sedan 2013 har unga förebilder som exempelvis Lady Gaga, Miley Cyrus, Lena Dunham och Molly Sandén bidragit till att göra nakenhet mer okomplicerad. Och enstaka politiker och många andra debattörer har fört fram värdet av ett mer naturligt förhållningssätt till kropp och nakenhet:
"Vetskapen om att andra får växa upp med Girls istället för Baywatch gör mig ofattbart lycklig! Lena Dunhams inställning till Hannahs kropp får mig att vilja gå runt naken jämt och bara njuta av den. Det går inte att nog hylla en person som får en att känna så."

## Kultur och seder

### Folkseder och folktro
Nakenhet tycks i äldre tid ofta ha uppfattats som ett verksamt medel i magiska situationer, där det bakvända, annorlunda eller ovanliga eftersträvades. Nakenhet har också uppfattats som ett skydd mot skada och onda makter. Vid årsgång, exempelvis då man på midsommarnatten skulle plocka sju eller nio sorters blommor, skulle det gärna ske i nakenhet.

### Andlighet och religiösa traditioner
I indisk kultur finns sekter av asketer som lever nakna, exempelvis naga sadhu inom hinuismen, digambara inom Jainismen och ajivika inom buddhismen. Även i västerländsk tradition som varit påverkad av indisk mystik och andlighet har nakenhet varit central, exempelvis i amerikanska gymnosofiska traditioner under 1920- och 1930-talet, samt i Bhagwam-rörelsen under 1980-talet. Under 1990-talet har nakenhet i yoga, "nagna yoga" blivit vanligare.
I de abrahamitiska religionerna ombeds vanligen besökare vid heliga platser skyla naken hud. Dock brukar det vara acceptabelt att bära kortärmade kläder.
Gemensamt är att man skiljer mellan offentligt visad nakenhet och nakenhet i hemmet, samt över familje- eller könsgränser. En övervägande majoritet av det religiösa motståndet rör den offentligt visade nakenheten. Inom islam finns vissa regler (awrah), men de varierar mellan olika inriktningar. På judiska kibbutzer har det funnits en öppenhet för gemensam nakenhet med män och kvinnor (vilket kan ha socialistiska, snarare än judiska rötter).
Inom judendom förekommer rituell nakenhet vid mikve, ett andligt renande bad med välsignelser och vittnen. Inför ritualen ska kroppen vara rentvättad, naken, kammad, utan smink och smycken. Likheter till mikve finns inom den tidiga kristendomens dop. Den äldsta bevarade skriften om dop, författad av Hippolytus av Rom, krävde att män, kvinnor och barn skulle ta av sig alla kläder, inklusive smycken och hårband inför dopet.
I Bibeln förknippas framför allt Adam och Eva samt profeten Jesaja med nakenhet. Inom kristendomen har det funnits vissa historiska sekter som betonat nakenhet som helig, exempelvis adamiterna på medeltiden och i vår tid ”Christian naturists”. Uppmärksammad är också den ryska sekten dukoborzer. Påven Johannes Paulus II uttryckte sig 1981 förhållandevis positivt till nakenhet.
Inom wicca var tidigare nakenhet, skyclad, en grund i ritualer, numera främst hos dem som grundar sig på Gerald Gardners lära.

### Symbolik
Nakenheten kan även vara en symbolik för avslöjande och blottläggande av en person. Personer med återkommande drömmer om att befinna sig naken på offentliga platser (i drömmen såväl som i verkligheten en uppenbart obekväm i situationen), kan bära en rädsla för att bli påkommen eller avslöjad för något. Denna rädsla för avslöjande behöver inte vara av verkligt hot, utan enbart en inre känsla utan starkare förankring i verkligheten. Drömmar och betydelsen av drömtydning är omstridd.
I kulturer där nakenheten är tabu, kan offentlig nakenhet vara den yttersta yttringen för dels förnedring och utelämnande, dels revolt och protest.
Genom att klä av personen förlorar personen hela sin kulturella status och blir därmed likställd med ett barn eller djur, naket och utelämnat. I en härskare-slav relation används nakenheten på ett sådant sätt för att härskaren ska kunna distansera sig från slaven, och framställa slaven som något mindre civiliserat. Historiska exempel är judarna under förintelsen som tvingades till nakenhet. Även inom kontroversiella förhörstekniker använder nakenhet tillsammans med andra metoder för att tvinga fram svar hos den anhållna.
Reaktionen inför nakenhet kan variera beroende på om den blottade kroppen är manlig eller kvinnlig. "Män är, kvinnor betraktas. Kvinnor betraktar också sig själva när de tittas på. Hon gör sig själv till ett objekt. Objektifieringen blir alltså dubbel. Mannen upplever sig inte objektifierad."
Den manliga nakenheten har tolkats olika beroende av tidens ideal. I början av 1900-talet symboliserade manliga muskler råstyrka och kroppsarbete, och en asketisk kropp intellekt. På 1920-talet blev den androgyne mannen exponerad på Berlins nattklubbar. På 1930-talet ersattes detta med ett mer välgymnastiserat kroppsideal, som kulminerade under krigstiden i 1940-talets hyllning av den atletiska aggressiva manskroppen. Under 1960- och 1970-talet fanns ett politiskt "naturligt" kroppsideal som under 1980-talet övergår i ett erotiserande och ibland androgynt ideal.

## Konst och skapande

### Bildkonst
Inom konsten har nakenhet alltid varit ett vanligt motiv. Man brukar skilja mellan akt, där den nakna människan är huvudmotiv i sig, och andra avbildningar där nakenheten är sekundär. Under vissa tidsperioder har det i västerlandet funnits en negativ syn på nakenhet i konst, då har ofta nakenhet i konst givits biblisk form, inte sällan som avbildningar av Adam och Eva.
Nakenstudier inom konst görs även för träning av tecknandet och för att få ökad kunskap om den mänskliga anatomin (se Kroki).
Tidiga exempel på nakenhet i bildkonst är en stor mängd "gudinnefiguriner", exempelvis den 25 000 år gamla, cirka 10 cm höga kalkstensfigurinen venus från Willendorf.
I flertalet kulturer har det även i senare tid varit accepterat med nakenhet på bilder och skulpturer. I antikens Grekland och Rom fanns exempelvis en klart positiv hållning till nakenhet i konst. Berömda hjältar avbildades nakna och Romerska kejsare lät ibland avbilda sig nakna som tecken på gudomlighet (apoteos).
Under medeltiden fanns en negativ inställning, inte minst från kyrkan, att avbilda kroppen naken. Man tillät dock avbildningar av exempelvis Adam och Eva, men även av nakna syndfulla väsen.
Under renässansen återkommer antikens positiva syn på nakenhet. Michelangelo målade alla figurer i sin Domedagsfresk nakna. Leonardo da Vinci, som var anatomiskt intresserad, blev en föregångare för nakna avbildningar av människokroppen.
Efter detta har avbildningar av nakna människor blivit ett självklart motiv i konsten.
I bland annat den viktorianska kulturen i England var nakenhet ibland illa sett. Dock hade de så kallade pre-rafaelitiska konstnärerna sin blomstringstid under just denna epok. De är kända för sina mycket romantiska avbildningar av kvinnor, gärna i mytologiska teman.
Inom konsten har man i huvudsak avbildat den för tiden ideala nakenheten där tidens kroppsideal tydligt återspeglas. Kroppsidealet som genom tiden starkt förändrats, från att i antiken i huvudsak enbart avbildat den nakna atlet-manskroppen till barocken och rokokons stora och mulliga kvinnor, fram till 1900-talets ideal med smala kroppar.
Även i fotokonst har nakenhet alltid varit ett viktigt motiv.

### Happenings, installationer och performancekonst
Nakenhet i happenings och konstinstallationer och performance-konst blev vanligt från 1960-talet. Yves Kleins Anthropometries (1958–1960), avtryck på duk från kvinnokroppar insmorda med blå färg, hade visat vägen. En av medlemmarna av Fluxus-gruppen, Yoko Ono blev mycket uppmärksammad genom Cut piece 1965. Så småningom blev body art självständig konstform, där konstnären kom att använda kroppen som medium, ofta just den nakna kroppen, med kända konstnärer såsom Marina Abramović, som under 2013 inspirerat Lady Gaga.

## Underhållning och framträdanden

### Varietéer, burlesk och striptease
Så kallade ”levande statyer” kom att bli populära i varietéer i Paris i slutet av 1800-talet, nakna personer som intog olika statyliknande positioner. Detta spreds till varietéer och på marknader i andra länder, särskilt till sådana där det var förbjudet att uppvisa nakna människor i rörelse. I början på 1900-talet utvecklades detta i Paris av bland andra Mata Hari till vad som kallades "exotisk dans".
I USA hade motsvarigheten, striptease rötter i burlesk, en lågkomisk och lättklädd underhållningsform som hade funnits sedan 1860-talet. Burlesk har kommit tillbaka i USA och Europa under 1990-talet.

### Djärvhetsprov och upptåg
Personer, särskilt universitetsstuderande, har sprungit nakna som en utmaning sedan åtminstone 1700-talet. Först år 1973 används ordet streaking vid ett "mass nude run" med 533 deltagare från University of Maryland, USA. År 1974 blev streaking en trend i hela västvärlden, även i Kvällsöppet i svensk TV. Trenden uppfattades störande på vissa universitet i USA och tilläts därför endast vissa dagar. Detta utvecklades till ”nuderuns” på flera platser, exempelvis "Naked Mile" vid University of Michigan, första gången anordnad 1986. Flertalet sådana lopp lades ned i början på 2000-talet, men traditionen fortlever på Filippinerna i Oblation Run.
Streaking har senare främst förekommit på exempelvis större idrottsevenemang. På Roskildefestivalen har "Nøgenløbet" anordnats sedan 1998.

### Idrott och sport
Gymnasier (av grekiska gymnos, naken) var i det antika Grekland platser för intellektuell, moralisk och fysisk utbildning av framtida statsmedborgare och soldater. Där utövades idrott i nakenhet, men normalt endast av män. Det påfallande jämställda Sparta kan ha varit ett undantag, där även kvinnor deltog i ceremonier och kanske också idrottsutövning. Där gick deltagare sannolikt nakna även utanför gymnasierna.
Stöd för att sådan nakenhet förekommit utgör avbildningar (skulpturer, mosaiker, vasmålningar). När enstaka forskare menat att denna nakenhet bara var ett konstnärligt uttryck, har andra avfärdat detta som en ”victoriansk” tolkning av historien.
Romarna tog över en del av den grekiska kulturen, dock inte nakenhet vid idrott (även om könsgemensam nakenhet vid badhus tycks ha varit vanlig). Nakna gladiatorer kan ha förekommit.
Efter kristnandet från 300-talet kom synen på nakenhet att efter hand bli mer restriktiv. När nakenhet under senare sekler återkommit i exempelvis sport är det delvis som en revolt mot kyrklig moral (exempelvis i naturismen), delvis som en idealisering av antika ideal (exempelvis på universiteten).
Naturistföreningar har sedan slutet av 1800-talet ordnat simning, bågskytte, tennis, badminton, bowling och inte minst volleyboll – idrotter där speciell dräkt saknar praktisk funktion – men var sällan strikt tävlingsinriktat. Detsamma gäller olika ”Nude olympics” som anordnats vid universitet i USA (och på andra platser) från 1970-talet till omkring 2000.
Tävlingsinriktad naken idrott ordnades tidigast vid de första olympiska spelen ”i grekisk anda” i Thielle, Schweiz i augusti 1939, vilket dock inte tycks ha fått en fortsättning.
Olika tävlingsinriktade arrangemang har förekommit i Europa och USA sedan 1970-talet blivit ovanligare. Men i Finland finns sedan några år ett 10 000 meters-lopp Nakukymppi, som årligen hålls veckan före midsommar. Arrangemang med cykel eller löpning är inte alltid strikt tävlingsinriktade. Däremot förekommer idrott hos folk i Indien, Afrika och Sydamerika som även i vardagen är nakna. Ett årligt cykellopp som hittills inte anordnats i Sverige och mer har karaktär av demonstration, är World Naked Bike Ride.